# Illüriosz
Illüriosz (ógörög Ἰλλυριός, latin Illyrius) az Adriai-tenger keleti partvidékét benépesítő illírek ősatyja a görög mitológiában.

## Legendái
A hellén világ a vele szomszédos barbár néptörzsek eredetmondáit is megalkotta. Az illírek eredetére, első mitikus királyaikra vonatkozóan legalább két legenda ismert, mindkettőben Illüriosz szerepel az illírek ősatyjaként.

### Polüphémosz legendája
A történetíró Appianosz Illürikéjéből a következő legendaváltozat ismert. Az illírek ősi királya és ősatyja a Szicíliából az Adriai-tenger keleti partvidékére vándorolt Polüphémosz – az Odüsszeiából is ismert küklópsz – és a néreisz Galateia frigyéből született Illüriosz (vagy Illürikosz) volt. Polüphémosz e legenda szerint három fia révén nem csupán az illírek ősatyja volt: Illüriosz fivére volt Keltosz, a kelták ősatyja és Galasz, a gallok őse. Magának Illüriosznak név szerint kilenc gyermeke ismert, akik mindegyike valamely illír vagy illírnek tartott néptörzs őseként jelent meg a görög mitológiában.
Illüriosz hat fia:
- Enkhelosz (Έγχελος), az enkhelék őse;
- Autarieasz (Αυταριέας), az autariaták ősatyja, egyúttal Pannoniosz (a pannonok ősének) apja, valamint a szkordiszkuszokkal és a triballokkal(wd) kapcsolatba hozható Szkordiszkosz és Triballosz nagyapja;
- Dardanosz (Δάρδανος), a dardánok őse;
- Maidosz (Μαίδος), a médek őse;
- Taulasz (Ταύλας), a taulantok őse;
- Perraibosz (Περραιβός), a perrhaiboszok őse.

Illüriosz három, névvel említett leánya:
- Parthó (Παρθώ), a parthinok ősanyja;
- Daorthó (Δαορθώ), a daorszok őse;
- Dasszaró (Δασσαρώ), a dasszaréták őse.[1]

### Kadmosz legendája
Illüriosz másik legendaváltozata Hérodotosz, Pauszaniasz és Sztrabón feljegyzésében, legteljesebben pedig Apollodórosz krónikájában maradt fenn. Ezek szerint Illüriosz szülei Kadmosz és Harmonia, fivére pedig Polüdórosz volt. Kadmosz Föníciából érkezett a hellén világba, ahol először megalapította Thébai városát és annak királya lett. Miután azonban alulmaradt a legendabeli argonautákkal – vagy Hérodotosznál a szintén mitikus Oidipusz unokájával, Laodamosszal – szemben vívott háborúban, északabbra költözött, és az enkhelék között talált oltalomra. Kadmosz és fiai segítették az enkheléket a szomszédaikkal folytatott hadakozásban, s a győzelem után Kadmosz a királyuk lett. A legenda az általa alapított városok között tartja számon Lükhniszt (a mai Ohridot) és Buthoét (Budva). Kadmoszt és Harmoniát végül Zeusz sárkányokká változtatta, és a pár az Elíziumba került. Kadmoszt fiuk, Illüriosz, az illírek ősatyja követte a királyi trónon.
A különböző legendaváltozatokból kiindulva a földrajztudós Szkümnosz Kadmosz királyságát a Lünkésztiszi-tavak (a mai Ohridi- és Preszpa-tó) környékére, Sztephanosz Büzantiosz pedig Buthoé adriai partvidékére helyezte. Az i. e. 4. századi Pszeudo-Szkülax-féle periplusz az utóbbihoz közeli Rhizón környékéről említette Kadmosz és Harmonia szikláját. Ugyancsak Sztephanosz Büzantiosztól ismert az a legendarészlet, mely szerint Kadmosz egy pár ökör hátán érkezett meg arra a területre, ahol később Buthoé városát megalapította. E mítoszelem figyelemre méltó ábrázolásai ismertek a Shkodrai- és az Ohridi-tavak mellékéről előkerült hellenisztikus övcsatokról, ami egyszersmind azt is igazolja, hogy Kadmosz legendája nem csupán a hellének, de az illírek körében is élt.